# 뉴욕 시의회
뉴욕 시의회(New York City Council)는 미국 뉴욕시의 입법부이다. 5개 자치구에 걸쳐 총 51개 지역의회 선거구를 두고 있으며 의원수는 51인이다.
뉴욕 시의회는 직접선거로 선출되는 뉴욕 시장과의 협업 체제 속에서 시장을 견제하고, 시 기관의 토지사용 허가를 비롯하여 여러 안건에 대한 입법부의 역할을 맡고 있다. 시 예산의 승인을 단독으로 맡고 있는 주체이기도 하다. 시의원은 4년 임기에 2연임 제한을 두고 있으며, 4년 유예 후에 다시 출마가 가능하다.
시의회의 의장은 현재 퀸즈 28구의 민주당 소속 의원인 애드리엔 애덤스가 맡고 있다. 뉴욕시의회 의장은 의제를 설정하고 본회의를 주재한다. 또 각 법안은 의장실에 제출되어 본회의에 상정된다. 현재 뉴욕시의회 과반을 차지하는 민주당은 아만다 파리아스가 대표를, 6석을 확보한 원내 소수당인 공화당은 조 보렐리가 대표를 맡고 있다.
2022년 현재 뉴욕 시의회는 38개의 상임위원회와 4개의 분과위원회를 두고 뉴욕시 정부의 다양한 기능을 감독하고 있다. 각 의원은 상임위원회, 선정위원회, 소위원회 중 최소 3곳에 배정되어 활동하게 된다. 상임위원회는 최소 한 달에 한 번씩 회의가 치러진다. 시의회 의장, 다수당 대표, 소수당 대표는 전 위원회에 당연직으로 소속된다.
시의원의 정기 임기는 4년이지만, 20년마다 미국 인구총조사 후 선거구 재조정이 이뤄질 시기에는 2년 임기를 2연임하는 형태로 임기를 수행한다. 2000년 인구 조사의 경우 2001년과 2003년, 2020년 인구 조사의 경우 2021년과 2023년에 임기가 갱신되었다.

## 구조

### 설치 근거와 법 제정
뉴욕시 헌장 (New York City Charter)은 뉴욕시 의회와 뉴욕시 정부의 기본법이자 설치 근거이다. 시의회가 공포한 성문법으로 뉴욕시 행정법 (New York City Administrative Code)이 있으며 29개 법으로 구성되어 있다. 반대로 뉴욕시 정부가 공포한 법은 뉴욕시 조항 (Rules of the City of New York)으로 불리우며 71개 법을 아우른다.
뉴욕시 정부의 법은 시의회가 제정한 법과 동등한 지위를 지니며 (특정법은 예외, 제한사항을 두고 있음), 조례, 결의안, 시행규칙과 규정 등, 기존의 지역법보다 우선으로 여긴다. 각 지자체는 해당 법의 게재, 해설을 공고할 언론을 지정할 의무가 있다.

### 지역구

뉴욕 시의회 선거구 지도

뉴욕 시의회는 소선거구제를 채택하고 있으며, 뉴욕의 5대 자치구에 걸쳐 총 51개 지역구를 두고 있다.
다음은 자치구별 지역구의 목록이다.
- 맨해튼 (1구·2구·3구·4구·5구·6구·7구·8구·9구·10구)
- 브롱크스 (11구·12구·13구·14구·15구·16구·17구·18구)
- 퀸스 (19구·20구·21구·22구·23구·24구·25구·26구·27구·28구·29구·30구·31구·32구)
- 브루클린 (33구·34구·35구·36구·37구·38구·39구·40구·41구·42구·43구·44구·45구·46구·47구·48구)
- 스태튼아일랜드 (49구·50구·51구)

## 역사
뉴욕 시의회의 역사는 뉴욕시가 17세기 네덜란드 식민지, 즉 니우암스테르담이라는 이름으로 있던 시절로 거슬러 올라간다. 1625년 맨해튼섬 남단에 건설된 니우암스테르담은 1653년 2월 2일 네덜란드 서인도회사의 헌장에 근거하여 뉴욕시로 편입되었다. 당시 지역입법 기관이자 기초관할법원으로 '입법협의회' (Council of Legislators)를 두었다. 입법협의회는 18세기~19세기 들어 '일반평의회' (Common Council), '올더맨 위원회' (Board of Aldermen)으로 이름이 바뀌었다.
1898년 시티오브그레이터뉴욕 (City of Greater New York)의 통합헌장 제정으로 위원회의 명칭을 지금의 '뉴욕 시의회' (Ner York City Council)로 변경, 내부 개편을 거쳤으며 특정 행정권과 재정권을 지닌 뉴욕시 예산위원회 (New York City Board of Estimate)가 추가되었다. 1938년 뉴욕시 헌장 제정과 함께 뉴욕 시의회를 유일 입법기관으로 수립, 뉴욕시 예산위원회를 최고행정기관으로 지정하면서 지금의 시의회가 탄생하는 계기를 마련하였다. 다만 시의회의 일부 기능은 예산위원회의 승인을 거치도록 하였다.
1938년 헌장 개정 당시 시의회 선거에 단기이양식 투표제를 채택함으로서 비례대표제가 도입되었다. 의석당 할당득표수는 75,000표로 설정하여, 득표율에 따라 원내 의석 비율이 달라지도록 하였다. 1945년에는 시의회의 임기를 뉴욕시장 임기에 맞춰 4년으로 늘렸다. 1947년에는 미국공산당 후보가 두 명씩이나 당선되었던 이력을 우려한 민주당의 압력으로 뉴욕시 헌장을 개정하여 비례대표제가 폐지되고, 뉴욕주 상원 지역구마다 의원 1인씩 선출하고, 자치구당 의원 2인씩 총 10인을 추가로 선출도록 하는 소선거구제로 대체되었다.
그러나 1983년 6월 미 연방 법원에서 자치구당 의원 2인 선출 규정이 미국 헌법에 규정된 1인1표제를 위반했다고 처음 판결하고, 1989년 미 연방대법원에서 뉴욕시 예산위원회가 1인 1표 의무를 위반했다고 재확인하였다. 이에 개정된 뉴욕시 헌장은 예산위원회를 폐지하고 원내에 사회적 소수 유권자 대변 확대를 위해 시의회 선거구를 개편해야 한다는 내용이 담겼. 또한 시의원의 수도 기존의 35인에서 51인으로 확대되었으며, 뉴욕시 정부 예산에 대한 전권을 부여받고, 구역 설정권, 토지 이용, 특권허가권도 지니게 되었다. 1993년 뉴욕 시의회는 시의회 의장직을 뉴욕 공익옹호관 (New York Public Advocate)으로 대체하기로 의결하였다. 공익옹호관은 시의회 의장으로서 원내 전 위원회의 당연직 위원으로 임명되며, 그 자격으로 법안을 발의할 권한을 지녔다. 그러나 2002년 뉴욕시 헌장 개정으로 의장권한은 공익옹호관에서 시의회 의장으로 환원되었다. 공익옹호관은 오늘날 뉴욕 시의회에서 투표권이 없는 의원직으로 유지되고 있다.
2022년 선거에서 역사상 최초로 여성의원이 원내 다수를 차지하는 결과가 나왔다. 이번 회기에는 최초의 무슬림 여성 의원, 최초의 남아시아 출신 의원, 최초의 동성애자 흑인 여성 의원도 활동하게 되었다.

## 같이 보기
- 뉴욕시 정부
- 뉴욕 시장
- 뉴욕 민사법원
- 뉴욕 형사법원